# Andhra Bhoomi
Andhra Bhoomi is een Telugu-dagblad, dat uitkomt in de Indiase deelstaten Andhra Pradesh en Telangana. Het is de Telugu-versie van de Engelstalige krant Deccan Chronicle. Beide kranten zijn eigendom van T. Venkatarami Reddy, een neef van parlementslid T. Subbirami Reddy. De krant komt uit in verschillende edities en heeft een oplage van ruim 365.000 exemplaren.